# 雷鳴と稲妻
『雷鳴と稲妻』（らいめいといなづま、ドイツ語: Unter Donner und Blitz）作品324は、ヨハン・シュトラウス2世が作曲したポルカ・シュネル。
『雷鳴と電光』（らいめいとでんこう）などの表記もあるが、ここでは『ヨハン・シュトラウス2世作品目録』（日本ヨハン・シュトラウス協会、2006年）に従う。

## 解説
1868年、芸術家協会『ヘルペルス』のために作曲された。もともとは「流星」というタイトルで着想されたが、それを変更して、同年の2月にウィーンの舞踏会で初演された時には現在のタイトルになった。
シュトラウスの代表的オペレッタ『こうもり』のバレエ音楽にさしかえて演奏・舞踊されることがある。中でもオットー・シェンクの演出によるものは長年親しまれ、現在も3種類の上演DVD（ひとつは映画形式）が発売されている。1999年(シュトラウス没後100年）ザルツブルク音楽祭で上演され、過激な読み替えで賛否両論を呼んだハンス・ノイエンフェルス演出版でも、やはりバレエ音楽として採用されたが、シェンク版とは全く異なった暴力的な振り付けとなっている。

## 作品の特徴
打楽器群が活躍するこの作品は3部形式になっており、主部は遠雷を思わせる大太鼓のトレモロが響き、中間部のトリオでは稲妻と雷鳴がけたたましく交錯しながら主部に戻り、瞬く間に曲は終わる。大太鼓で雷鳴を、シンバルで稲妻（または電光）を思わせ、雷鳴と稲妻を巧みに模写している。
スリリングな興奮を高めるが、不気味とか恐ろしいといった感じは全くなく、むしろ明快でユーモラスに感じられる。
運動会のBGMにも使用されている。
演奏時間は約2分から3分である。